# قلع السن

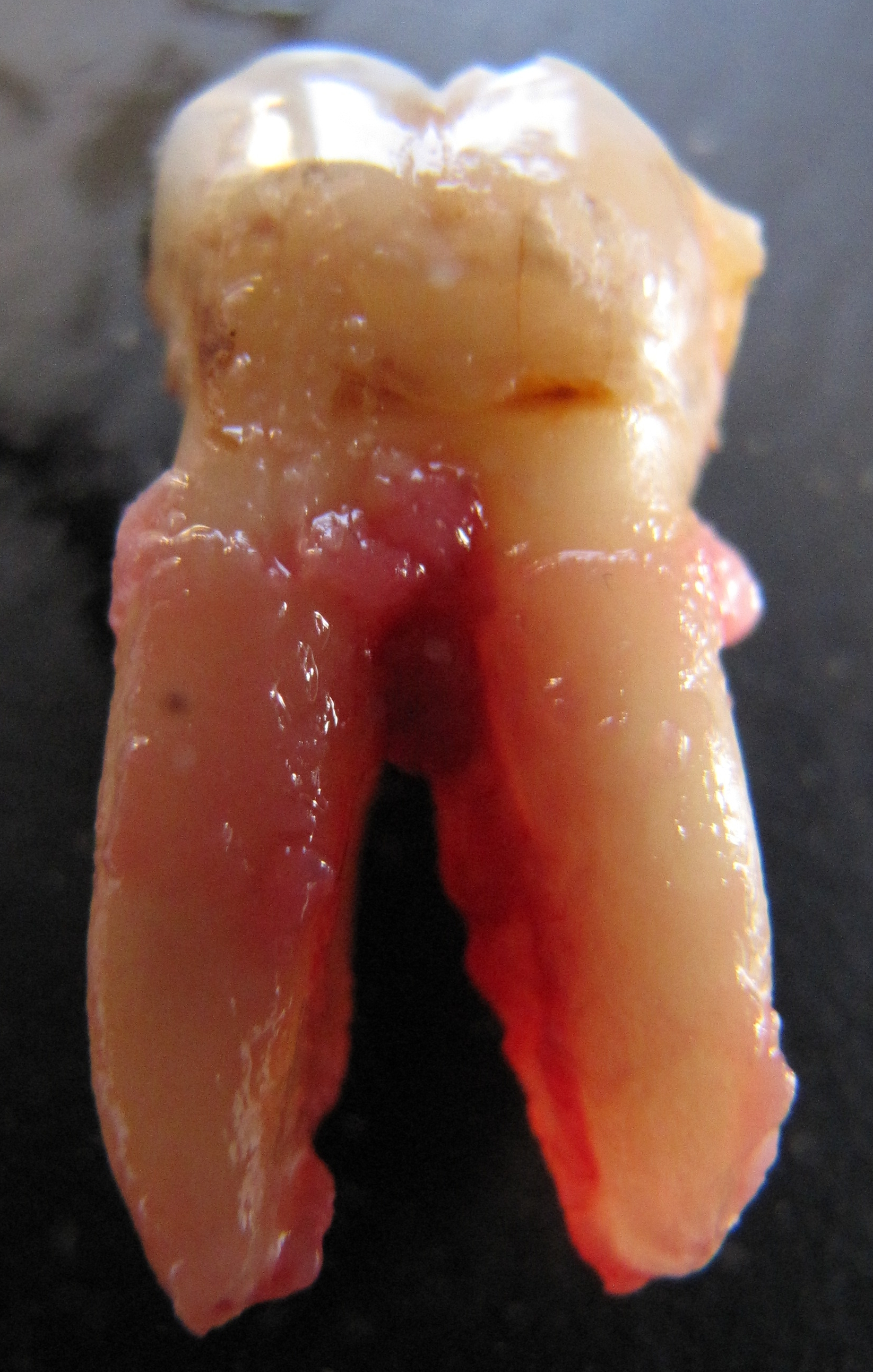
ضرس مقلوع

قلع السن (بالإنجليزية: tooth extraction)‏ أو القلع السني أو قلع السن (بالإنجليزية: dental extraction)‏ أو قلع الأسنان أو خلع الأسنان أو مبحث قلع الأسنان أو طب قلع الأسنان (بالإنجليزية: exodontia)‏ (بالإنجليزية: exodontics)‏ هي عملية قلع للسن والتي يُطلق عليها طبيًا اسم "exodontias". وتتعدد الأسباب التي تستلزم إجراء عمليات قلع، ومنها الأسنان التي نخر فيها السوس وتغلغل بشكل لم يعد ينفع معه إعادة السنّة المسوّسة لحالتها الطبيعية أو ترميمها. كما قد يتم قلع ضروس العقل المتضررة أو غير السليمة، وأخيراً قد يضطر الطبيب لقلع بعض الأسنان الدائمة لوضع تركيبات تقويم الأسنان.

## تاريخ عملية القلع
عرف تاريخ الإنسانية عمليات قلع الأسنان لعلاج مجموعة متنوعة من الأمراض، كما استخدم قلع الأسنان كطريقة من طرق التعذيب لإجبار المعتقلين على الاعتراف. وقبل اكتشاف المضادات الحيوية، كانت التهابات وأمراض الأسنان المزمنة ترتبط بمجموعة من المشاكل الصحية، ومن ثم كان قلع الأسنان المريضة علاجًا شائعًا لعدد من الحالات الطبية المتنوّعة. ويرجع تاريخ استخدام الأدوات المستخدمة في قلع الأسنان إلى قرون عديدة خلت. ففي القرن الرابع عشر، اخترع جاي دي شولياك أداة لقلع الأسنان تشبه البجع تسمى dental pelican، والتي أصبحت الطريقة الشائعة في قلع الأسنان حتى أواخر القرن الثامن عشر. وقد حل محل هذه الأداة مفتاح الأسنان dental key، والتي استُبدلت بدورها بملاقط الأسنان الحديثة forceps في القرن العشرين. ونظراً للتفاوت الكبير في مدى وحجم صعوبة عمليات قلع الأسنان تبعًا للتفاوت بين المرضى وطبيعة الأسنان، فإن هناك مجموعة شديدة التنوع من الأدوات والتي تلائم كل منها عملية قلع معيّنة.

## أسباب قلع الأسنان

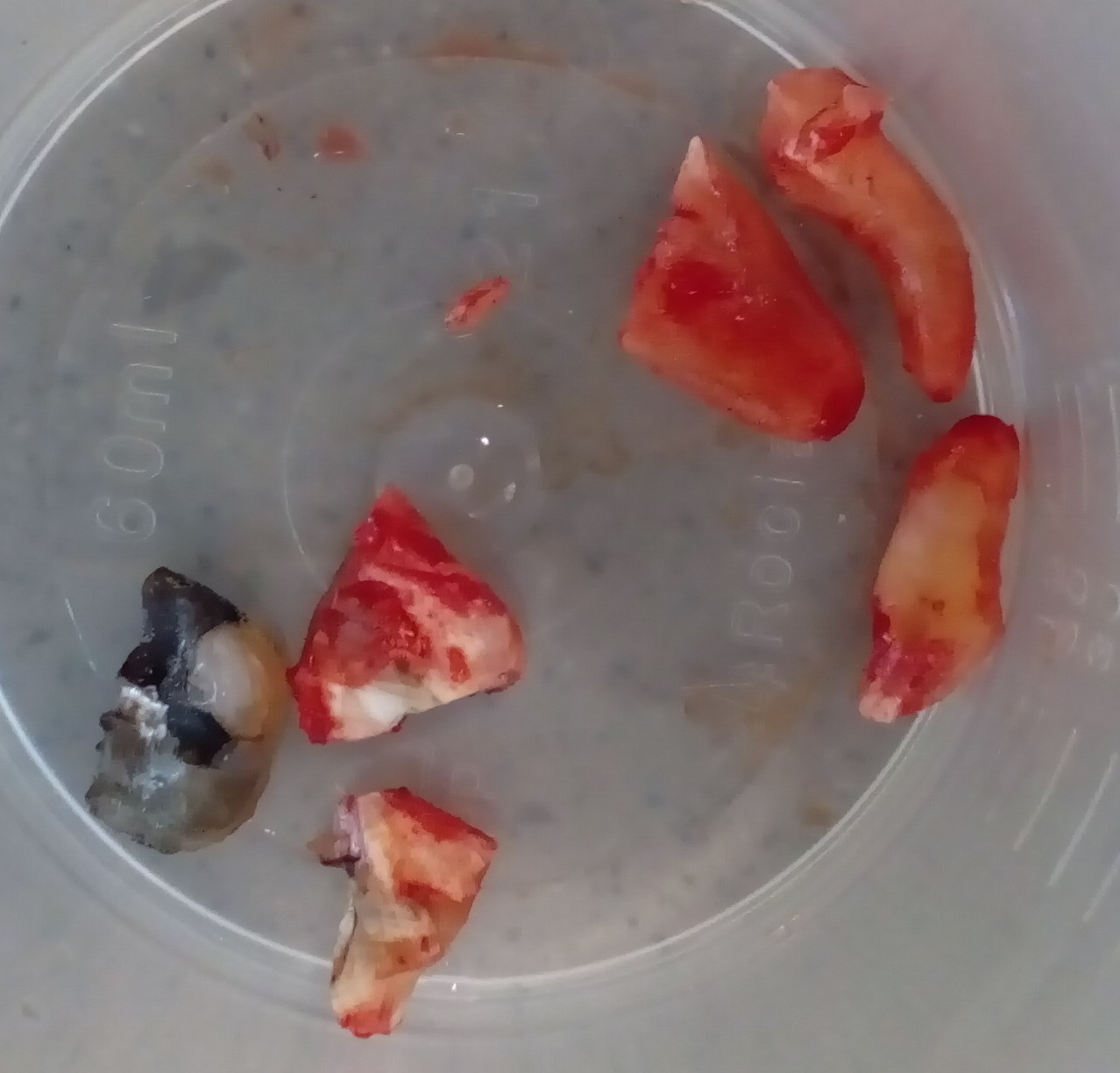

يُعد أكثر الأسباب شيوعًا لحدوث تسوّس الأسنان هو تضرر الأسنان نتيجة للكسر أو التسوس. وهناك أسباب إضافية تستلزم قلع الأسنان، ومنها:
- التسوّس أو الالتهاب الشديد للأسنان. فرغم تراجع عدد حالات تسوس الأسنان على مستوى العالم، إلا أن التسوس يظل أكثر الأسباب الشائعة لقلع كافة الأسنان بخلاف الضرس الثالث، حيث يقف التسوس وحده وراء ثلثي عدد عمليات القلع.[6]
- نشوء أسنان زائدة تعوق نمو الأسنان الأخرى.
- أمراض اللثة الشديدة والتي قد تؤثر على الأنسجة والداعمة للأسنان.
- عند الإعداد لتركيب أجهزة تقويم الأسنان.
- الأسنان الزائدة المؤقتة أو الدائمة وخاصة عندما تسبب عيبا تجميليا أو وظيفيا أو إعاقة في بزوغ السن الدائم.[7]
- الأسنان المؤقتة المتأخرة السقوط عن مواعيدها كونها تمنع الأسنان الدائمة من البزوغ.[7]
- الأسنان الواقعة ضمن خط الكسر.
- الأسنان المكسورة.
- عدم وجود المتسع الكافي لنمو ضرس العقل (الضرس الثالث المدفون).ورغم أن الكثير من أطباء الأسنان يقدمون على قلع الضروس الثالثة المدفونة التي لا تظهر أية أعراض [8][9]، إلا أن الهيئات الطبية الأمريكية والبريطانية توصي الأطباء بعدم إجراء هذه العملية ما لم يكن هناك ما يدل على وجود مرض ما في السنّة المدفونة أو بالقرب منها.[10] فقد تبنّت الجمعية الأمريكية للصحة العامة سياسة (معارضة القلع الوقائي للضروس الثالثة «ضرس العقل») نظرًا للعدد الهائل من الإصابات التي يترتب عن عمليات القلع غير الضرورية لضروس العقل.[11]
- القلع المتعمد للأسنان دونما حاجة طبية ضرورية كشكل من الأشكال المرعبة للتعذيب الجسدي.
- كان من الشائع قديمًا قلع الأسنان الأمامية للمرضى النفسيين المحتجزين في مستشفيات الصحة النفسية والذين عرف عنهم كثرة العضّ.[12]

## أنواع القلع

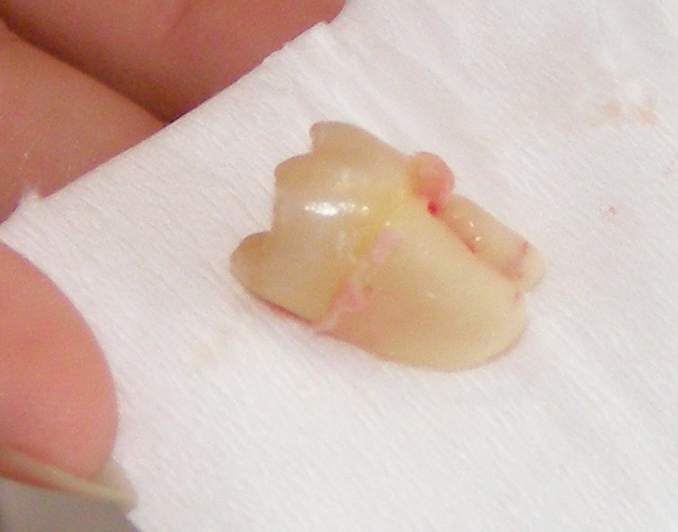
قلع لضرس العقل الثالثة بسبب نموها بشكل أفقي.

عمليات قلع الأسنان تكون إما «بسيطة» أو «جراحية». أما البسيطة، فيتم إجراؤها على الأسنان الظاهرة في الفم، وذلك في العادة تحت التخدير الموضعي، وتستلزم فقط استخدام الأدوات لرفع و/أو القبض على الجزء الظاهر من السن. وُيستخدم في رفع الأسنان الرافعة elevator، وكُلّابات الأسنان، ثم يتم قلقلة السن بحركات مدروسة بحسب طبيعة السن بجهات معينة حتى تتمزق الأربطة المحيطة بالسن ويتسع العظم السني الداعم لجعل السن حرة الحركة نسبيًا بما يكفي لقلعها. وعندما يتم قلع الأسنان بالكلابات، لا يلجأ الطبيب للضغط على السن لكي لا تنكسر في العظم بل يعمل على جعل السن والكلابة يتصلان كأداة واحدة. ويُلجأ للقلع الجراحي للأسنان عندما لا يسهل الوصول إليها، إما بسبب انكسارها أسفل خط اللثة أو لعدم نموها الكامل. وهنا تحتاج عمليات القلع دائمًا لعمليات شق جراحية. وفي القلع الجراحي، يقوم الطبيب برفع الأنسجة الرخوة التي تغطي الأسنان والعظام، وقد يعمد أيضًا لتجريف القليل من عظم الفك المحيط بالسن باستخدام أداة للحفر أو مجرفة العظم osteotome. وكثيرًا ما يتم تقسيم السن إلى عدة أجزاء أثناء الجراحة لتسهيل عملية قلعها. وهذه العمليات يتم إجرائها في المعتاد تحت التخدير الموضعي.

## التعافي بعد عملية القلع
يعقب قلع الأسنان أن تتشكل جلطة دموية في مكان هذه الأسنان (السنخ) في غضون ساعة تقريبًا، ويحدث النزيف أثناء هذه الساعة الأولى ولكنه يقل سريعًا مع مرور الوقت، ويختفي تمامًا بعد حوالي 24 ساعة. ويستغرق التئام الجرح المفتوح الذي يغطي موضع السن حوالي أسبوع. ويلي ذلك أن يمتلئ هذا الموضع بأنسجة لثة ناعمة على مدار فترة تتراوح بين شهر واثنين. وقد يستغرق الإغلاق النهائي لموضع السنّة نتيجة إعادة بناء العظام الطبيعية فترة ستة أشهر أو أكثر.

## المضاعفات
1. العدوى: وقد يصف الطبيب مضادات حيوية للمريض قبل و/أو بعد العملية إذا رأى قابلية المريض للعدوى.
2. النزيف لمدة طويلة: هناك طرق كثيرة يستطيع بها الطبيب التحكم في عملية النزف، لكن ينبغي العلم أنه من الطبيعي أن تختلط بعض الدماء باللعاب بعد العمليات، ولفترة قد تصل إلى 72 ساعة. ولكن ما يحدث في العادة هو أن النزف يتوقف تمامًا خلال ثمانية ساعات بعد الجراحة، ولا يتبقى منه سوى القليل للغاية من مكان الجرح ويكون مخلوطًا باللعاب. ويمكن تقليل النزف بدرجة كبيرة باستخدام ضمادة من الشاش يعض عليها المريض لمدة ساعات قليلة.
3. التورّم: ويعتمد هذا التورم على مقدار التدخل الجراحي الذي تمّ لقلع السن (مثل حجم الإيذاء الجراحي للأنسجة الصلبة والناعمة المحيطة بالسن). وفي الحالات التي تستلزم رفع قطعة جراحية (ومن ثم يُصاب غشاء النسيج الضام الذي يغطي العظم)، يحدث تورم تتراوح شدته ما بين صغير لمتوسط. وغالبًا ما يزيد هذا التورم إذا كانت عملية القطع النسيجي قد تمت بشكل ضعيف، عندما يتم تمزيق النسيج الضام بدلاً من رفعه عن العظمة أسفله. ويزيد التورم أيضًا إذا استلزم نزع العظم استخدام أداة الحفر.
4. انكشاف جيب الأسنان ونشوء اتصال بين الفم والجيب: وقد يحدث ذلك عند قلع الضروس العلوية (أو الطواحن الأمامية العلوية upper premolars لدى بعض المرض). ويقع الجيب الفكّى العلوي maxillary sinus فوق جذور الضروس والطواحن العلوية. وثمة أرضية عظمية من الجيب تفصل سنخ السن عن الجيب نفسه، ويتفاوت سمك هذه العظمة ما بين سميكة إلى رفيعة ومن مريض إلى آخر. وفي بعض الحالات تغيب هذه العظمة ويوجد الجذر في الواقع في الجيب. وفي أحيان أخرى، قد يتم قلع هذه العظمة مع السن، أو قد يتم ثقبها أثناء القلع الجراحي. وفي العادة يذكر الطبيب لمريضه المجازفة في ذلك، وذلك بناءً على تقييمه لصور الأشعة التي تظهر علاقة السنّة بالجيب. وتجب الإشارة إلى أن تجويف الجيب مبطن بغشاء يطلق عليه Sniderian membrane، وقد يكون أو لا يكون مثقوباً. فإذا انكشف هذا الغشاء بعد القلع وظل سليماً، نقول حينها أن الجيب أصبح مكشوفاً sinus exposed. أما إذا تعرض الغشاء للثقب، فيحدث هنا اتصال بين الفم والجيب sinus communication. ولكل حالة من الاثنين علاجها المختلف عن الأخرى. ففي حالة الاتصال الجيبي، قد يقرر الطبيب أن يتركها تلتئم من تلقاء نفسها أو قد يتدخل جراحيًا لإغلاقها بصفة مبدئية – بناءً على حجم الانكشاف واحتمالات التئامه لدى المريض. وفي كلتا الحالتين، توضع مادة إسفنجية قابلة لإعادة الامتصاص تُدعى "gelfoam" على موقع القلع لتسريع التجلط ولتكون إطارًا يسمح بتراكم النسيج الحُبيبي. ويُعطى المرضى مضادات حيوية للقضاء على الأنواع العديدة للبكتيريا، ومزيلات للاحتقان، وتعليمات خاصة لاتباعها أثناء فترة الاستشفاء.
5. إصابات الأعصاب: وتحدث كثيرًا عند قلع الضروس الثالثة، ولكنها قد تحدث أيضًا عند قلع أي سن إذا كانت على مقربة من الموقع الجراحي. ويهمنا هنا بصفة خاصة عصبين يتواجدان بشكل مزدوج (واحد أيسر وآخر أيمن): 1- العصب السنخي السفلي inferior alveolar nerve، والذي يدخل للفك السفلي عند الثقب الفكي ويخرج من الفك على جانبي الذقن من الثقب الذقني mental foramen. ويقوم هذا العصب بمنح القدرة على الإحساس للأسنان السفلية على النصف الأيمن أو الأيسر من القوس السنّي dental arch، بالإضافة إلى الإحساس باللمس للنصف الأيمن أو الأيسر من الذقن والشفّة السفلى. 2- العصب اللساني lingual nerve (واحد أيمن وآخر أيسر)، والذي يتفرع من الأفرع الفكية للعصب ثلاثي التوائم trigeminal nerve ويمتد لداخل عظمة الفك، ويدخل اللسان ويمنح الإحساس باللمس والتذوق للنصف الأيمن والنصف الأيسر من الثلثين الأماميين للسان بالإضافة إلى اللثة اللسانية (أي اللثة على السطح الداخلي للقوس السنّي). وقد تحدث هذه الإصابات أثناء رفع الأسنان (السنخية السفلية على الأخص)، ولكن أكثر أسبابها شيوعًا هو الضرر غير المقصود الناجم عن استخدام أداة الحفر الجراحي. ومثل هذه الإصابات تكون نادرة ومؤقتة في الغالب، ولكنها قد تصبح طويلة أو حتى دائمة بناء على نوع الإصابة (حسب تصنيف «سيدون»: الشلل المؤقت للعصب neuropraxia وتمزق المحور العصبي axonotmesis وقطع العصب الوجهي neurotmesis).
6. انزياح السنّة أو جزء منها إلى الجيب الفكي maxillary sinus (مع الأسنان العليا فقط). وفي مثل هذه الحالات، يجب دائمًا استعادة السنّة أو شظية السنّة. وفي بعض الحالات، يمكن رش التجويف الجيبي بمحلول ملحي (الغسيل الجيبي antral lavage) ويمكن إرجاع شظية السن إلى موقع الفتح الذي دخل من خلاله إلى الجيب وقد يكون قابلاً للاستعادة. وفي أحيان أخرى، يجب شق نافذة إلى الجيب في الحفرة النابيّة canine fossa – وذلك ضمن عملية جراحة تُدعى "Caldwell luc".
7. التهاب السنخ الجاف (dry socket أو alveolar osteitis) وهو ظاهرة مؤلمة تحدث بشكل أكثر شيوعًا بعد أيام قلائل من قلع ضرس العقل (السفلي) الفكّي. ويعتقد أن السبب في حدوثه انقطاع حدوث تجلط الدم ضمن الموقع الملتئم لقلع السنّة. والأرجح أن التهاب السنخ الجاف التهاب مؤلم يحدث داخل سنخ السن الفارغ بسبب ضعف وارد الدم لهذه المنطقة من الفكّ (وهو ما يفسر عدم حدوث هذا الالتهاب في مناطق أخرى من الفك). وقد تتراكم بقايا الطعام والقاذورات على العظمة السنخية الملتهبة نتيجة انكشافها وعدم حمايتها بعد قلع السن، ويسبب السنخ الجاف زيادة حادة ومفاجئة في الألم تبدأ بعد 2-5 أيام من قلع الضرس الفكي، خاصة الضرس الثالث، وهو يسبب ضيقاً شديدًا للمريض، والعرض الوحيد لهذا الالتهاب هو الألم، والذي غالبًا ما ينتشر لمناطق أعلى وأسفل الرأس والرقبة. والسنخ الجاف ليس بعدوى، ولا يرتبط بشكل مباشر بالتورم لأنه يحدث بالكامل ضمن العظام – فهو عبارة عن التهاب يحدث داخل البطانة العظمية للسنخ السني الفارغ. وحيث أن السنخ الجاف ليس بعدوى، فليس للمضادات الحيوية أي تأثير على معدل حدوثه. وتزداد احتمالات الإصابة بهذا الالتهاب بدرجة كبيرة للغاية عند قيام المريض بالتدخين بعد العملية.
8. شظايا العظم: يحدث أحيانا بعد قلع ضرس من الضروس أن يتحول مسار العظام التي كانت تسند الضرس وفي بعض الحالات تخرج من اللثة، وتصير على هيئة حواف حادة ناتئة تؤدي لإثارة اللسان وتزعج المريض. ويشبه هذا ظاهرة أخرى تنتأ فيها من اللثة الشظايا المكسورة للعظام أو السن التي خلفتها عملية القلع. وفي هذه الأخيرة، قد تنمو هذه الشظايا وحدها. وفي الحالة الأولى، إما أن يقوم الطبيب بقص هذه النتوءات أو أن العظام المكشوفة تتآكل وحدها.